# St. Petrus Canisius (Freiburg im Breisgau)

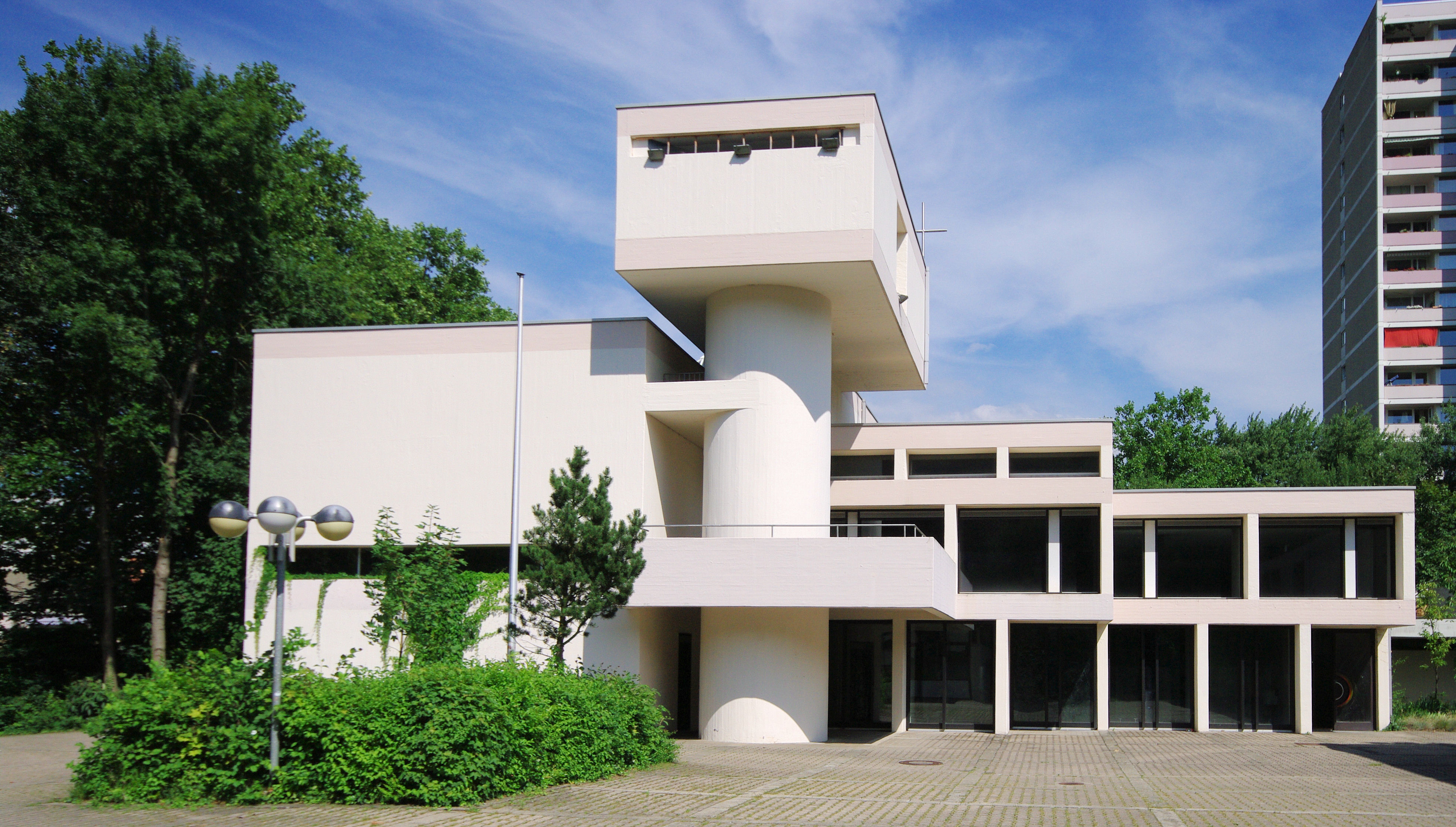
St. Petrus Canisius in Freiburg-Landwasser

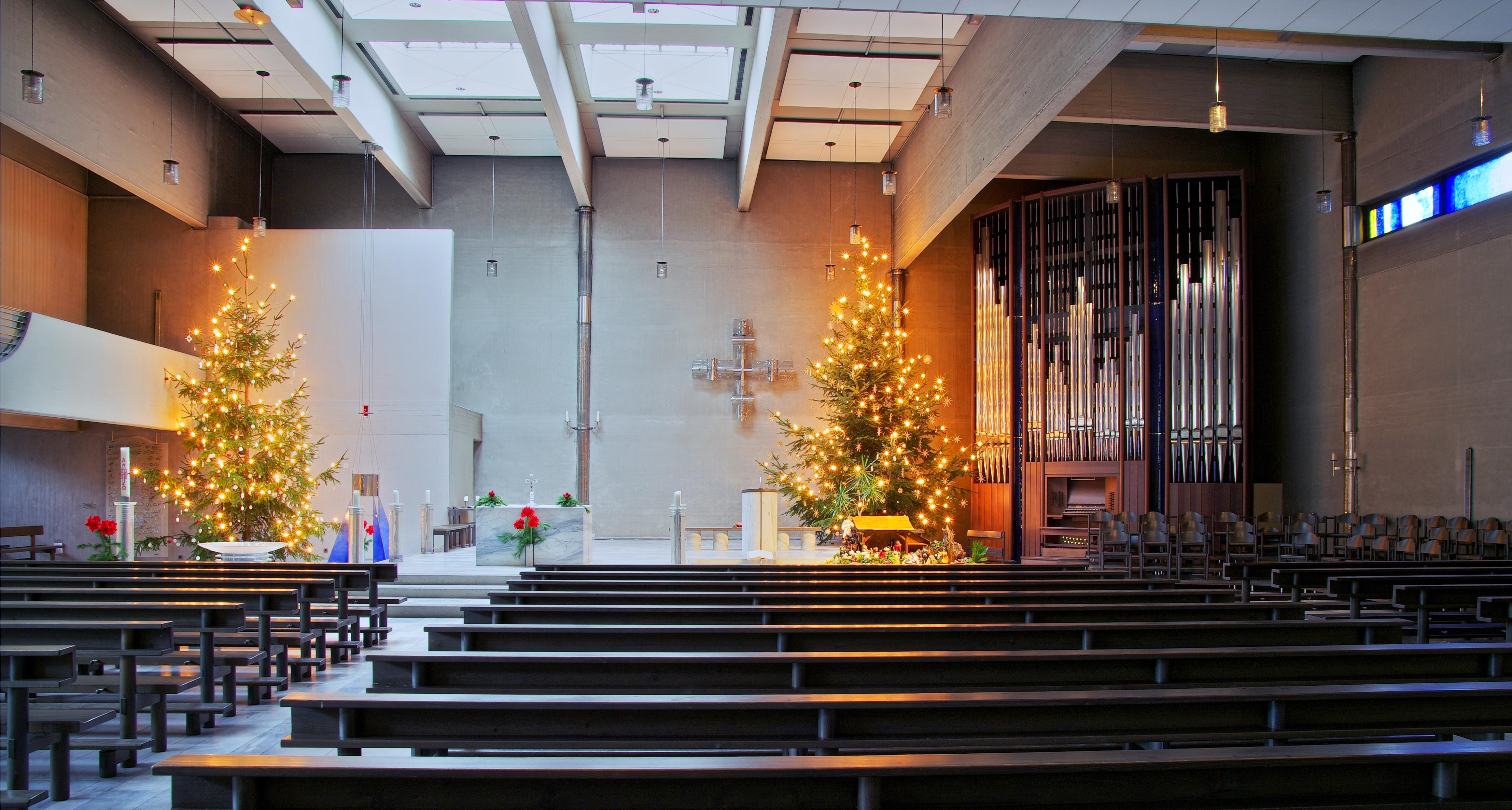
St. Petrus Canisius, Inneres

Die Kirche St. Petrus Canisius ist eine römisch-katholische Pfarrkirche im Stadtteil Landwasser der Stadt Freiburg im Breisgau. Die zu den Kulturdenkmälern Baden-Württembergs gehörende Anlage mit Gemeindezentrum, angrenzendem Pfarrhaus und Kindergarten wurde 1969/70 nach Plänen des Architekten Rainer Disse im damals neu entstehenden Stadtteil Landwasser erbaut. 1986 war eine grundlegende Sanierung erforderlich, um          funktionale Mängel zu beheben sowie die Innenraumgestaltung abzuschließen.
Die Pfarrgemeinde St. Petrus Canisius gehört zur Seelsorgeeinheit Freiburg Nordwest im Dekanat Freiburg der Erzdiözese Freiburg.

## Innenraum

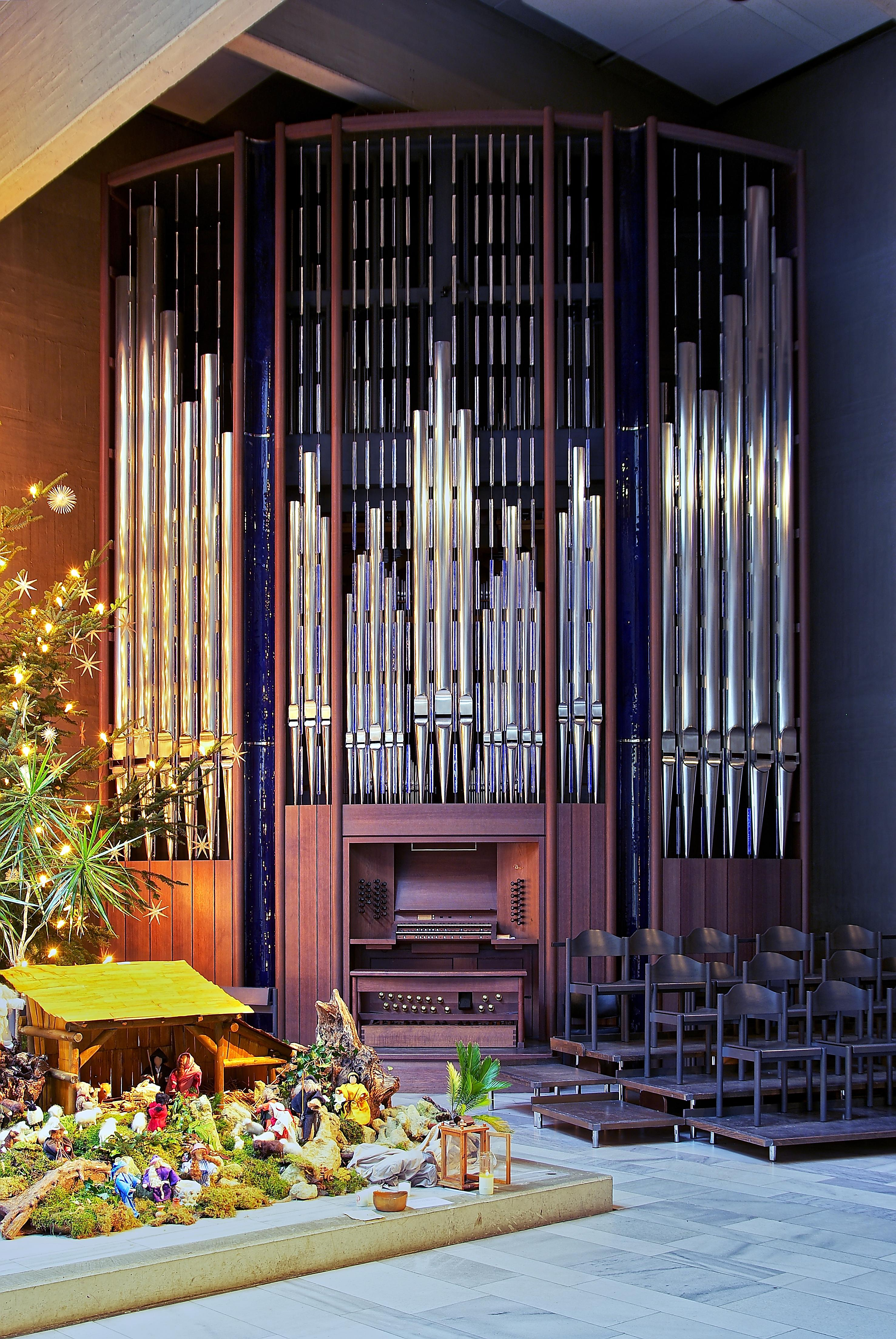
Orgel

Der Innenraum wurde 1974 von dem Künstler Florian Lechner vorwiegend in Schmelzglas und Chromnickelstahl ausgestaltet. Im Innenraum legte der Künstler die Schwerpunkte nach den Bibelworten „So schaue darauf, dass das Licht in dir nicht Finsternis sei.“ (Lk 11,36 ) auf die Zahl Sieben und die Lichtsymbolik.
der Altarbereich, durch eine Stufe vom übrigen Kirchenraum abgehoben, umfasst die zentralen liturgischen Dienste: den Altar selbst, den Tabernakel und das Taufbecken.
1993 wurde die von der Orgelwerkstatt Rieger aus Vorarlberg erbaute Orgel geweiht. Sie ist neben dem Altarbereich aufgestellt und hat 33 Register auf zwei Manualen und Pedal und besteht aus insgesamt 2300 Pfeifen.

## Glocken
Die Kirche verfügt über vier Glocken, die 1998 von der Karlsruher Glockengießerei Bachert gegossen und im Jahr 2000 geweiht wurden. Sie sind, da kein Kirchturm vorhanden ist, untergebracht in einer quaderförmigen Glockenstube, die über dem Hauptdach der Kirche liegt. Sie haben die für Glocken etwas ungewöhnlichen Namen Persevera, Familie, Bewahrung der Schöpfung, Ökumene. Die Glockenzier stammt vom Künstler Florian Lechner.
Übersicht
| Nr. | Name                        | Durchmesser | Gewicht  | Schlagton |
| --- | --------------------------- | ----------- | -------- | --------- |
| 1   | Persevera (Bleib standhaft) | 1219 mm0    | 1066 kg0 | e′+6      |
| 2   | Familie                     | 999 mm      | 572 kg   | g′+6      |
| 3   | Bewahrung der Schöpfung     | 881 mm      | 388 kg   | a′+5      |
| 4   | Ökumene                     | 794 mm      | 324 kg   | h′+4      |

## Sonstiges
Die Russisch-orthodoxe Gemeinde Hl. Nikolaus in Freiburg hält in St. Petrus Canisius ihre Gottesdienste ab.

## Nachweise
1. ↑  Die Orgel auf der Homepage der Rieger Orgelbau, mit Disposition, abgerufen am 24. September 2017
2. ↑  Freiburg im Breisgau / Landwasser – St. Petrus Canisius – Orgel Verzeichnis – Orgelarchiv Schmidt. Abgerufen am 27. Oktober 2021 (deutsch).
3. ↑  Das Geläut von St. Petrus Canisius auf der Homepage der Glockeninspektion Erzhdiözese Freiburg, abgerufen am 24. September 2017

Koordinaten: 48° 1′ 23,71″ N, 7° 48′ 30,72″ O